# Ustków (województwo wielkopolskie)
Ustków – wieś w Polsce położona w województwie wielkopolskim, w powiecie krotoszyńskim, w gminie Krotoszyn.
W latach 1975–1998 miejscowość należała administracyjnie do województwa kaliskiego.